# Monodontides argioloides
Monodontides argioloides är en fjärilsart som beskrevs av Rothschild 1917. Monodontides argioloides ingår i släktet Monodontides och familjen juvelvingar. Inga underarter finns listade i Catalogue of Life.